# Onthophagus albicornis
Onthophagus albicornis là một loài bọ cánh cứng trong họ Bọ hung (Scarabaeidae).